# Caio Ceiônio Rúfio Volusiano
Caio Ceiônio Rúfio Volusiano (246 — 330) foi um senador romano que teve uma longa carreira política e que foi nomeado cônsul duas vezes, a primeira em 311 e novamente em 314. Volusiano foi um membro do quindecênviros dos fatos sagrados (Quindecimviri sacris faciundis) bem como, possivelmente sendo um septênviros epulões (Septemvir Epulonum). Sua família possuía terras em Volterra e Norte da África.  Volusiano foi casado com Númia Albina, e teve pelo menos um filho, Ceiônio Rúfio Albino, que foi um dos cônsules de 335.

## História

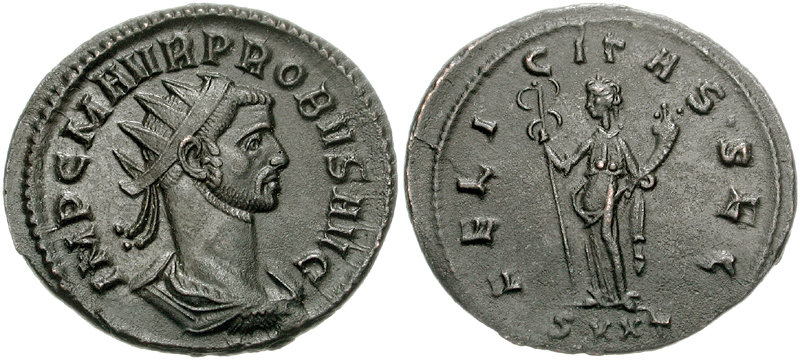
Antoniniano de Probo r.

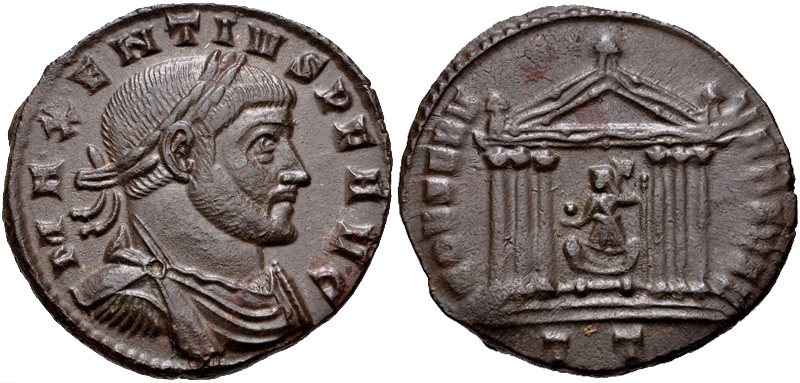
Fólis de Magêncio r.

Especula-se que Rúfio Volusiano pode ter sido o filho de Ceiônio Varo, o prefeito urbano de Roma em 284. Seu início de carreira é desconhecido, mas especula-se que mantinha o consulado em cerca de 280 sob o imperador Probo. Em 282, foi nomeado pelo imperador Carino à posição proconsular de Corretor da Itália (Corrector italiae) sendo sua área de administração centrada na Itália Central e Meridional. Permaneceu no cargo até 290.
Em 305-306, foi nomeado como procônsul da África. Quando o usurpador Magêncio foi reconhecido como imperador na África, ligou-se a sua corte. Em cerca de 309, foi feito Prefeito pretoriano da Gália por Magêncio, cargo que manteve até 310. Foi enviado por Magêncio com Zenas para recuperar as províncias da África que se rebelaram e aclamaram Domício Alexandre como imperador, causando severa escassez de alimentos em Roma. Atravessou a África com uma força pequena, mas bem treinada e começou a derrotar os rebeldes mal armados. Suas tropas então causaram destruição em Cartago e outras cidades africanas. Volusiano prendeu Alexandre em Cirta, que foi saqueada. O capturado Alexandre foi estrangulado, e seus partidários foram removidos de suas posições de autoridade e mortos. Tendo recuperado a região, Volusiano retornou a Roma.
Como recompensa por seu serviço no Norte da África, a partir de 28 de outubro a 28 de outubro de 311, foi prefeito urbano de Roma. Esta foi uma honra especial, pois assumiu em outubro de 310, mês que, cinco anos antes, Magêncio foi aclamado imperador. De setembro de 311 até o fim do ano, foi o cônsul de Magêncio ao lado de Arádio Rufino, Galério e Maximino Daia. Isto pode ter sido uma tentativa de apaziguar a aristocracia de Roma que estava se tornando descontente com o reinado de Magêncio. Com a derrota e morte de Magêncio nas mãos de Constantino em 312, Volusiano transferiu sua lealdade ao novo imperador. Ele foi reconhecido como um Comiti domini nostri Constantini invicti et perpetui semper Augusti (Companheiro do nosso senhor Constantino invicto e perfeito sempre Augusto), fazendo dele um dos vários senadores que serviram tanto sobre Magêncio como sobre Constantino, e sua carreira posterior sob Constantino mostrou que o imperador estava ciente da necessidade de conquistar a lealdade da elite senatorial em Roma.

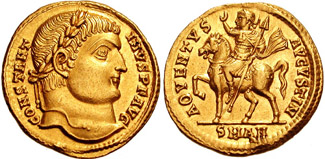
Soldo de Constantino r.

Como seus períodos de governo durante o reinado de Magêncio não foram reconhecidos, Volusiano foi novamente nomeado prefeito urbano de Roma, que ocupou de 8 de dezembro de 313 a 20 de agosto de 315. Durante este período, foi também denominado juiz dos conhecimentos sagrados (iudex sacrarum cognitionum), ou seja, presidiu casos judiciais em nome do imperador. Isto foi seguido por sua nomeação como cônsul ao lado de Petrônio Aniano em 314. Em gratidão por essas nomeações, erigiu uma estátua de Constantino no Fórum de Trajano dedicada ao "restaurador da raça humana, ampliador do Império Romano e dominação, e fundador da segurança eterna". Ele também pode ter desempenhado um papel na construção do Arco de Constantino, que foi dedicado ao imperador após Constantino voltar para Roma em julho de 315. Contudo, no final de 315, Volusiano foi demitido do cargo e mais tarde exilado por decreto do senado como resultado de seus inimigos ganharem os ouvidos do imperador e trazê-lo em desgraça.